# The Swarm (Thorpe Park)
The Swarm (Eigenschreibweise: „THE SWARM“) ist eine Stahlachterbahn vom Modell Wing Coaster des Schweizer Herstellers Bolliger & Mabillard im englischen Thorpe Park. Bei der Anlage handelt es sich um den zweiten Wing Coaster des Herstellers und um den ersten im vereinigten Königreich. Mit den Bauarbeiten wurde im Mai 2011 begonnen, die Bahn eröffnete am 15. März 2012.
Die 775 Meter lange Strecke erreicht eine Höhe von 39 Meter und besitzt vier Inversionen. Während der 85 Sekunden andauernden Fahrt beschleunigen die Züge auf eine Spitzengeschwindigkeit von 95 km/h und erfahren eine Vertikalbeschleunigung von 4,5 g.

## Geschichte

### Planung und Ankündigung
Die Planungen für The Swarm begannen im Jahr 2010 im Geheimen. Intern wurde die Bahn mit dem Codenamen LC12 tituliert.
Am 31. Januar 2011 reichte der Thorpe Park einen Bauantrag an den Gemeinderat des Verwaltungsbezirks Runnymede ein.
In dem Dokument wurde detailliert dargestellt, wie der Park beabsichtigte, eine Achterbahn mit dem Codenamen LC12 und einer apokalyptischen Thematisierung zu errichten. Am 30. März 2011 wurde der Antrag von dem Gemeinderat in einem Mehrheitsbeschluss bewilligt.
Am 1. August 2011 kündigte der Thorpe Park die Bahn offiziell als The Swarm an. Auf der bereits existierenden Website LC12.net wurde eine Weiterleitung zu der Domain theswarm.co.uk erstellt. Der Website waren weitere Informationen zu der Thematisierung zu entnehmen, die sich mit einem apokalyptischen Krieg beschäftigen würde.

### Bau und Eröffnung
Zum Zeitpunkt der Ankündigung waren die Bauarbeiten bereits im Gange. Der Schienenschluss erfolgte am 18. November 2011. Kurz danach wurde die Anlage an das Lichtraumprofil der Züge angepasst. Am 17. Januar absolvierte zum ersten Mal ein Zug die komplette Strecke.
Am 15. März 2012 wurde The Swarm für die Öffentlichkeit eröffnet. Im Januar 2013 kündigte der Thorpe Park an, dass zu Saisonbeginn zum ersten Mal bei einem Wing Coaster die letzten beiden Reihen eines jeden Zuges entgegen der Fahrtrichtung gedreht würden. Der Park vermarktet diesen Umbau unter dem Slogan „THE SWARM – Brave It Backwards“ – „THE SWARM – trotze ihm rückwärts“. Der Park kündigte ebenfalls an, eine zerstörte Werbetafel an der Strecke zu platzieren, durch die die Züge hindurch fahren würden. Seit 2016 sind alle Reihen wieder vorwärts gerichtet.

## Züge
The Swarm verfügt über zwei Wing-Coaster-Züge von Bolliger & Mabillard. Jeder Zug hat sieben Sitzreihen mit je vier Sitzplätzen, von denen sich je zwei links und rechts der Schiene befinden. Die letzten beiden Sitzreihen sind entgegen der Fahrtrichtung angebracht. Als Rückhaltesystem kommen Schoßbügel zum Einsatz, die die Fahrgäste zusätzlich durch eine integrierte Weste in den Sitzen halten. Die Thematisierung der Züge erinnert an namensgebende außerirdische Wesen. Seitlich des Zuges ist eine Reihe roter Leuchtdioden angebracht.

## Fahrt

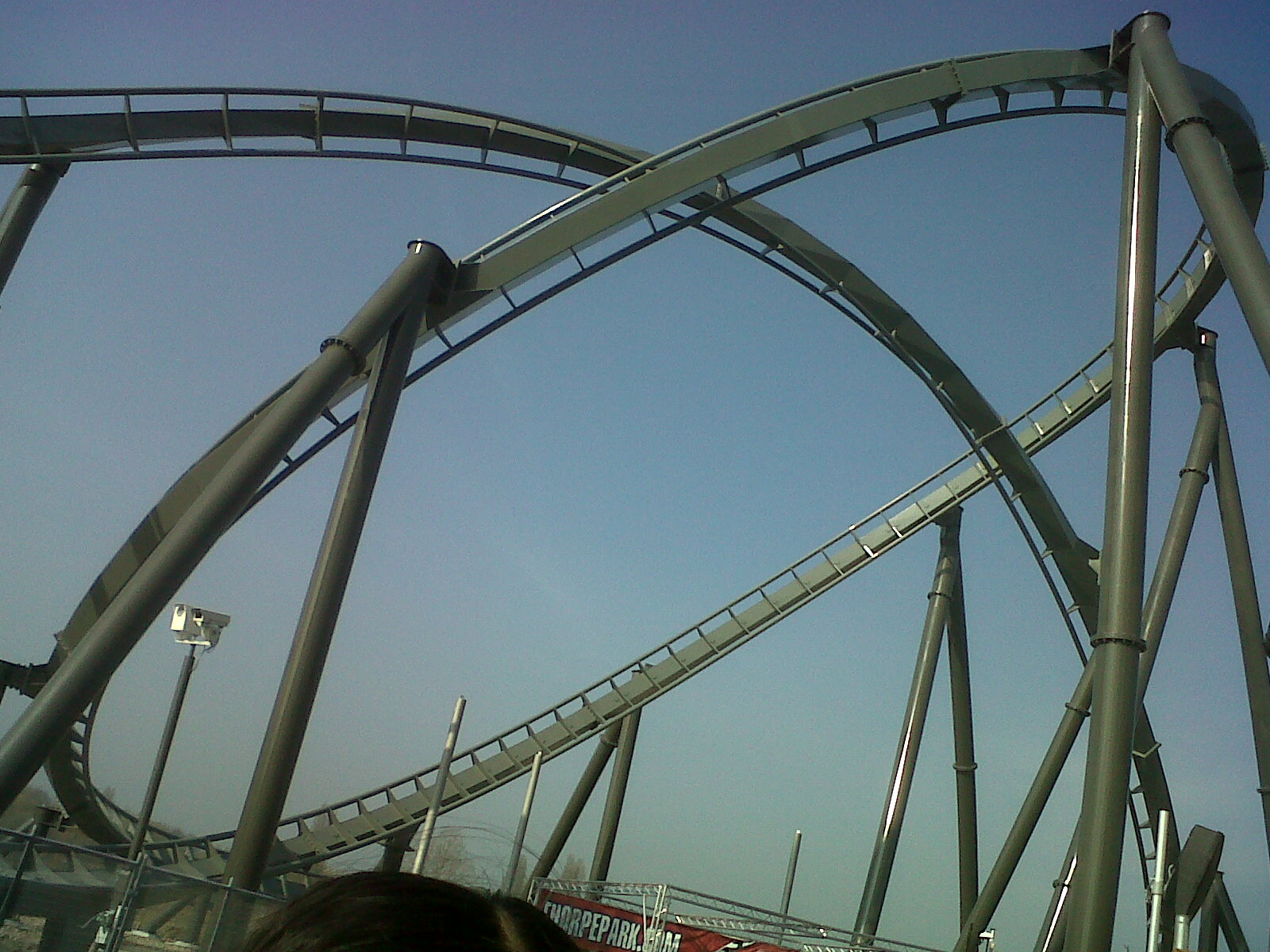
Der Korkenzieher erstreckt sich durch den Inclined Loop.

Der Zug beginnt seine Fahrt im Stationsgebäude, das als teilweise zerstörte Kirche gestaltet ist. Nach Verlassen des Stationsgebäudes wird er den 38,7 Meter hohen Kettenlift hinauf gezogen. Oben angekommen, absolviert der Zug den weltweit ersten Dive Drop. Der Zug fährt anschließend unter der Tragfläche eines verunglückten Flugzeugs hindurch und durchfährt die sich 30,7 Meter über dem Boden befindliche Zero-g-Roll. Anschließend fährt er haarscharf durch das Loch einer zerstörten Werbetafel und erklimmt danach den Inclined Loop. Der Zug durchfährt dann eine bodennahe Kurve mit einem verunglückten Helikopter in der Mitte, dessen Rotorblätter sich langsam drehen. Es folgt ein Korkenzieher, der sich durch den Inclined Loop erstreckt. Nach Verlassen des Korkenziehers fährt der Zug an einem zerstörten Feuerwehrfahrzeug vorbei, das mit Feuer- und Wassereffekten besonders in Szene gesetzt wird. Anschließend passiert der Zug ein für Wing Coaster typisches Keyhole-Element in Form eines teilweise zerstörten Kirchturms. Zum Schluss überquert der Zug das Stationsgebäude und durchquert einen Inline-Twist, bevor er von Wirbelstrombremsen auf Schrittgeschwindigkeit verzögert wird und nach einer kurzen Linkskurve anschließend wieder zurück ins Stationsgebäude fährt. Nach der Fahrt können die Fahrgäste ein Onride-Video erwerben, für das sie während der Fahrt gefilmt wurden, ähnlich wie bei der sich ebenfalls im Park befindlichen Achterbahn Saw – The Ride.

## Thematisierung

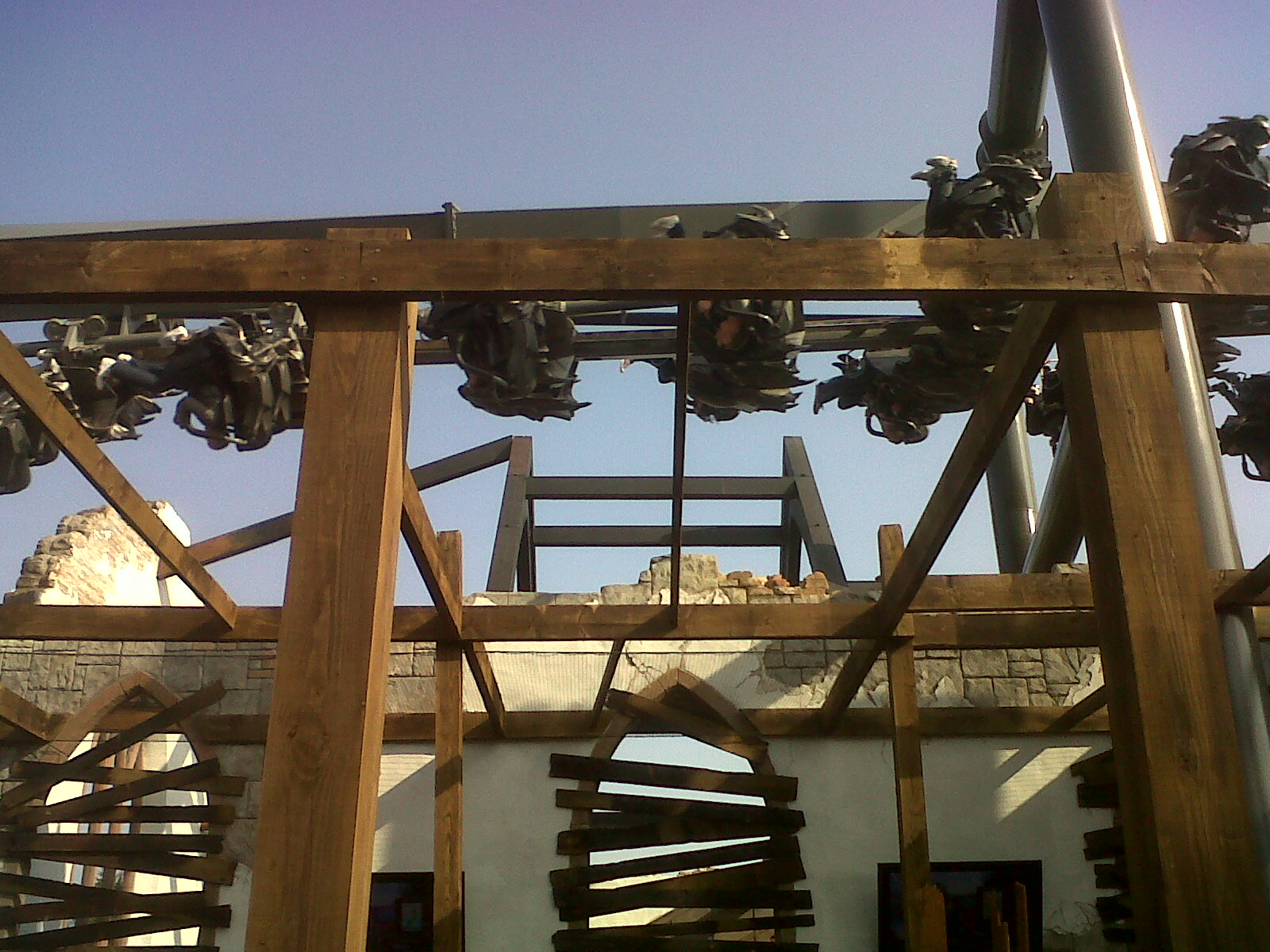
Der Fly Over über das Stationsgebäude

Das Gelände ist so gestaltet, als ob es in Folge einer großen Katastrophe zum Großteil zerstört worden wäre. Die Fahrt stellt somit den Flug durch dieses Katastrophenszenario dar, das unter anderem ein zerstörtes Flugzeug, einen umgekippten Rettungswagen, ein halb im Wasser stehendes Feuerwehrfahrzeug und einen verunglückten Hubschrauber beinhaltet.

## Marketing

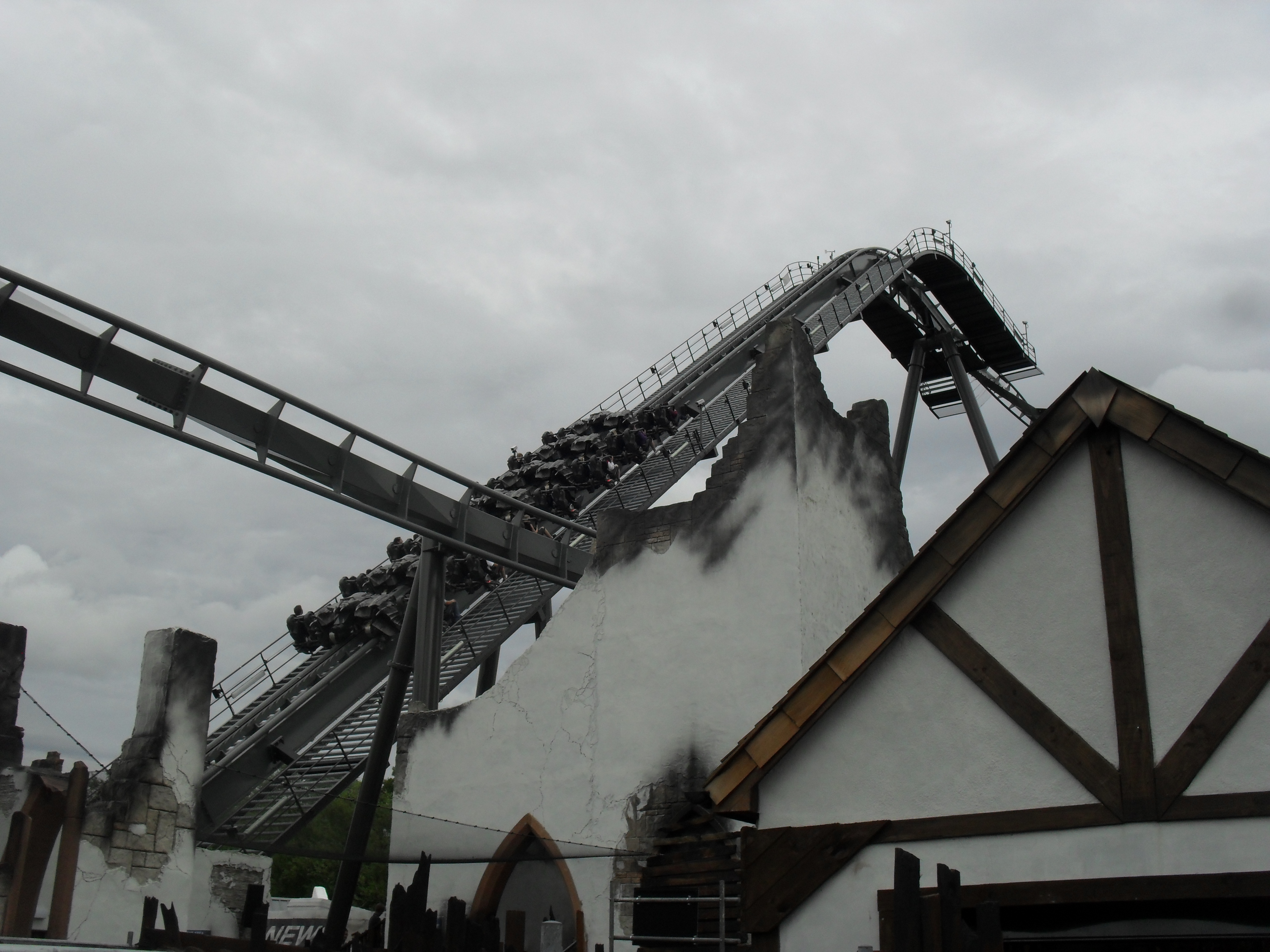
Der Lifthill mit dem als zerstörter Kirche thematisierten Stationsgebäude im Vordergrund

Ende April startete der Thorpe Park seine Marketingkampagne für das damals noch „LC12“ genannte Projekt, indem im Park Plakate mit der Aufschrift „Das Ende naht“ aufgehängt wurden und die Website LC12.net online gestellt wurde. Auf der Website waren vage Hinweise auf die Thematisierung der neuen Attraktion sowie ein Countdown bis zum 1. August 2011 zu finden. Einige Tage vor Ablauf des Countdowns veröffentlichte der Thorpe Park auf seiner Facebook-Seite ein Video mit der Aussage, der Krieg würde nahen.
Am 25. Januar 2012 erschienen Berichte, dass es bei dem Test von The Swarm zu einem Zwischenfall gekommen sei. Die Beine zweier Dummys seien abgebrochen, als der Zug an einem Objekt vorbeifuhr, das sich zu nah an der Strecke befand. Die Daily Mail spekulierte, bei dem Zwischenfall würde es sich um einen Werbegag handeln.
Im März 2012 verkündete der Park, er habe einen Vertrag mit der Band You Me at Six geschlossen, damit die Band die weltweit erste Single für eine Achterbahn produziere. Am 18. März 2012, einige Tage nach der Eröffnung von The Swarm, stand das „The Swarm“ getaufte Lied auf iTunes zum Download bereit. In den UK-Single-Charts kletterte der Titel bis auf Platz 23.

## Rezeption
The Swarm wurde von den Medien überwiegend positiv aufgenommen. Nick Sim von der Website Theme Park Tourist lobte die Fahrt und die Thematisierung. Er sagte, die Züge absolvierten „eine Reihe unglaublicher Elemente auf einer kompakten Strecke“. Die Achterbahn habe ganz knapp seine bis ins Unermessliche reichenden Erwartungen hauptsächlich aufgrund der kurzen Fahrt nicht erfüllt. Die Bahn wurde von ihm mit vier von fünf möglichen Sternen bewertet.
Joanna Churchill von der britischen Tageszeitung Daily Mirror teste die Bahn auf den entgegen der Fahrtrichtung gedrehten Sitzen und kam zu dem Schluss, die „Bahn sei eine neue Adrenalin freisetzende Erfahrung, die einfach nicht für Feiglinge geeignet ist“. Sie schrieb, dass ihr „Blutdruck und ihre Herzfrequenz durch die Decke gingen“, aber es sei kaum Zeit gewesen, zu verarbeiten, was passiert ist, bevor sie wieder auf festem Erdboden war.
In dem Achterbahn-Ranking „Best Roller Coaster Poll“ platzierte sich The Swarm zu seiner Eröffnung auf Platz 68 von 365 gelisteten Achterbahnen. Im Vergleich zu den anderen 2012 aufgenommenen Wing Coastern schlug sich die Bahn damit nicht schlecht: X-Flight in Six Flags Great America kam auf Platz 58, Wild Eagle in Dollywood auf Platz 87 und Raptor im Gardaland auf Platz 113. Demgegenüber ging die Bahn bei den Golden Ticket Awards 2012 und 2013 leer aus.